# شاهزاده حسین (قزوین)
امامزاده شاهزاده حسین مقبره‌ای منسوب به حسین، فرزند دو سالهٔ علی بن موسی الرضا، امام هشتم شیعیان است که در شهر قزوین واقع شده است. شاه اسماعیل دوم، سومین پادشاه دودمان صفوی هم در این مکان دفن شده است.

## تاریخچه
هرچند به‌جز سفر به مکه و مناطق حجاز و همچنین عراق، سفر دیگری وجود ندارد که از علی بن موسی در تاریخ ذکر شده باشد، اما حمدالله مستوفی قزوینی مدعی است: «علی بن موسی الرضا، «متواری» به قزوین آمد و در سرای داوودبن‌عیسی عازبی نزول کرد و او را پسری دوساله آنجا متوفی شد.»
محمد رافعی شافعی قزوینی هم به حضور مخفیانهٔ امام در خانهٔ «داوود بن سلیمان غازی» اشاره می‌کند. محمد بن حسن قزوینی، نویسندهٔ کتاب ضیافة الاخوان نیز، سال حضور امام را در قزوین، ۱۹۳ قمری می‌داند که وی در منزل داوود بن سلیمان اقامت گزید. این ادعا محل تردید عده‌ای است و گزارش و روایت تاریخیِ همسو با آن نیز وجود ندارد.
سفر علی بن موسی به ایران، فقط به دعوت مأمون بود که با استقبال شیعیان از حضور امامشان در شهرهای بین مسیر همراه بود؛ اما قزوین از شهرهای محل عبور آن امام نبود و این نوع حضور با «متواری‌آمدن» تناسبی ندارد.

## مشخصات بنا
بقعهٔ شاهزاده حسین با دو ورودی از سمت شمال و جنوب در میان صحن بزرگی قرار گرفته است. در اطراف صحن ایوان‌هایی وجود دارد که با کاشی‌کاری در طرحهای مختلف تزیین شده است. ورودی بقعهٔ شاهزاده حسین دارای مقرنس کاری و تزیینات مختلف است، که در دورهٔ قاجاریه با افزودن تالاری به آن شکل تازه‌ای یافته است. در بخش غربی و شرقی بقعه، دو رواق ساخته شده که به نام‌های بالا سر و پایان پا معروف و دارای گچ‌بری و کاشی‌کاری است.
فضای داخل بقعه شاهزاده حسین، با کاشی خشتی هفت‌رنگ، بدنهٔ آن با آیینه کاری و زیر گنبد با کتیبه‌هایی به خط ثلث در زمینهٔ لاجوردی تزیین شده است.
قدیمی‌ترین و زیباترین اثر مجموعه شاهزاده حسین، در چوبی منبت‌کاری‌شدهٔ آن است که در سال ۹۶۷ هجری به مجموعه اضافه شده است. طبق کتیبه‌ای از کاشی معرق، این مجموعه در سال ۱۰۴۰ هجری به دستور زینب بیگم، دختر شاه طهماسب صفوی، بازسازی و صندوق چوبی نفیسی بر مزار آن نصب شده است.

ایوان شمالی بنا

## تاریخچه ثبت
این بنا که اصالتاً مربوط به دوره ایلخانی است در تاریخ ۲۰ بهمن ۱۳۱۸ با شمارهٔ ثبت ۳۳۹ به‌عنوان یکی از آثار ملی ایران به ثبت رسیده است.

## توسعه و بازسازی
در سال‌های اخیر نیز مجموعهٔ شاهزاده حسین تعمیر اساسی شده و بناهایی را که به آن افزوده‌اند که از جملهٔ آن‌ها بنای یادبودی است که به یاد محمد علی رجایی رئیس‌جمهور سابق ایران، ساخته‌اند. در اتاق‌های اطراف امامزاده نیز شهیدان قزوینی جنگ ایران و عراق به خاک سپرده شده‌اند.

## نگارخانه

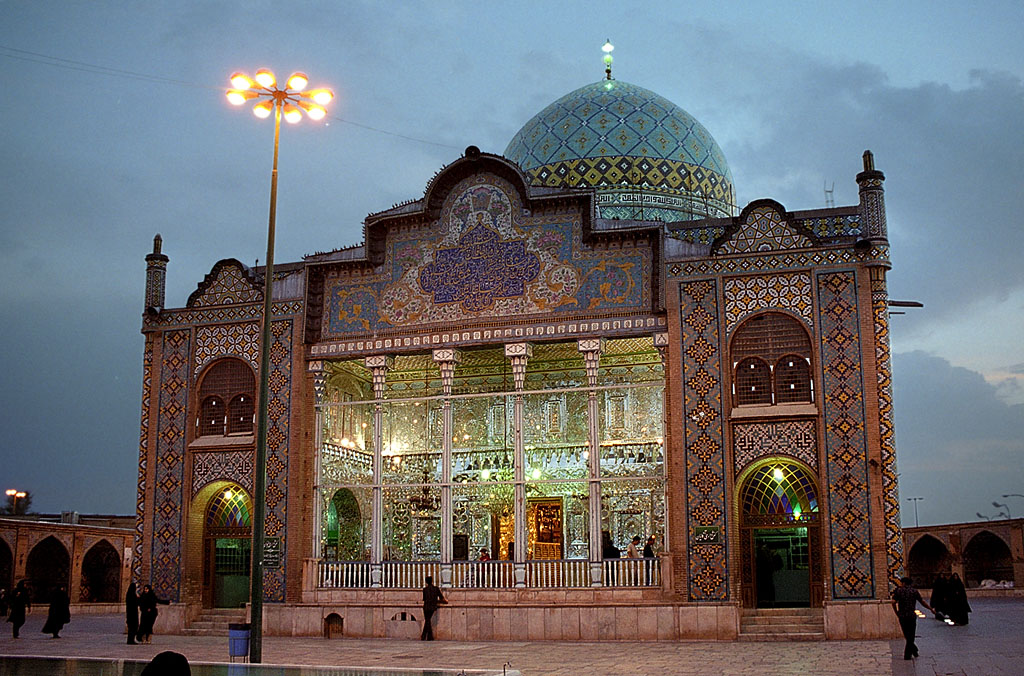
نمایی از بنای شاهزاده حسین
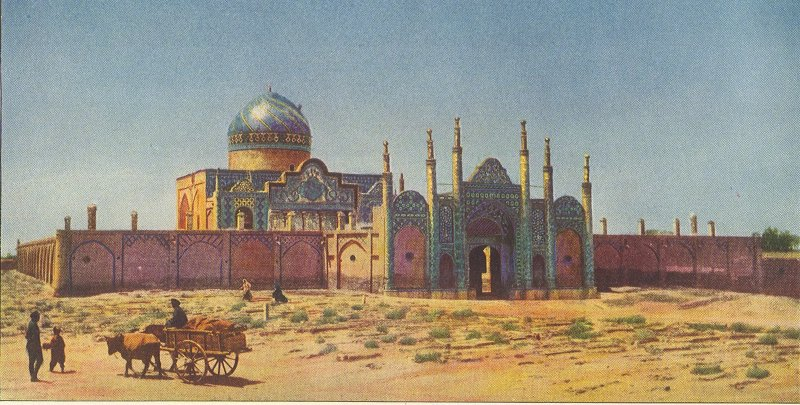
عکسی از هارولد وستون در آغاز سده بیستم میلادی
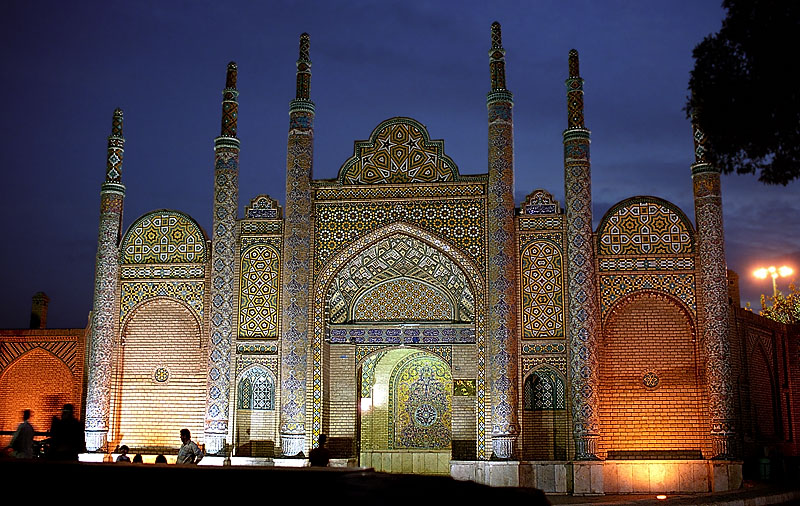
نمای بیرونی شاهزاده حسین
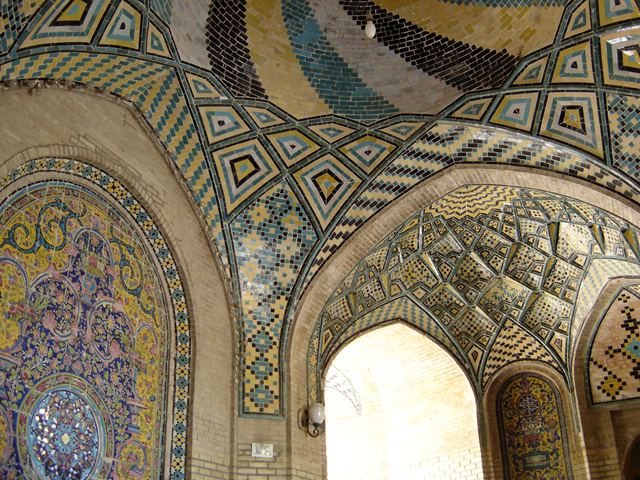
آستان ورودی شاهزاده حسین
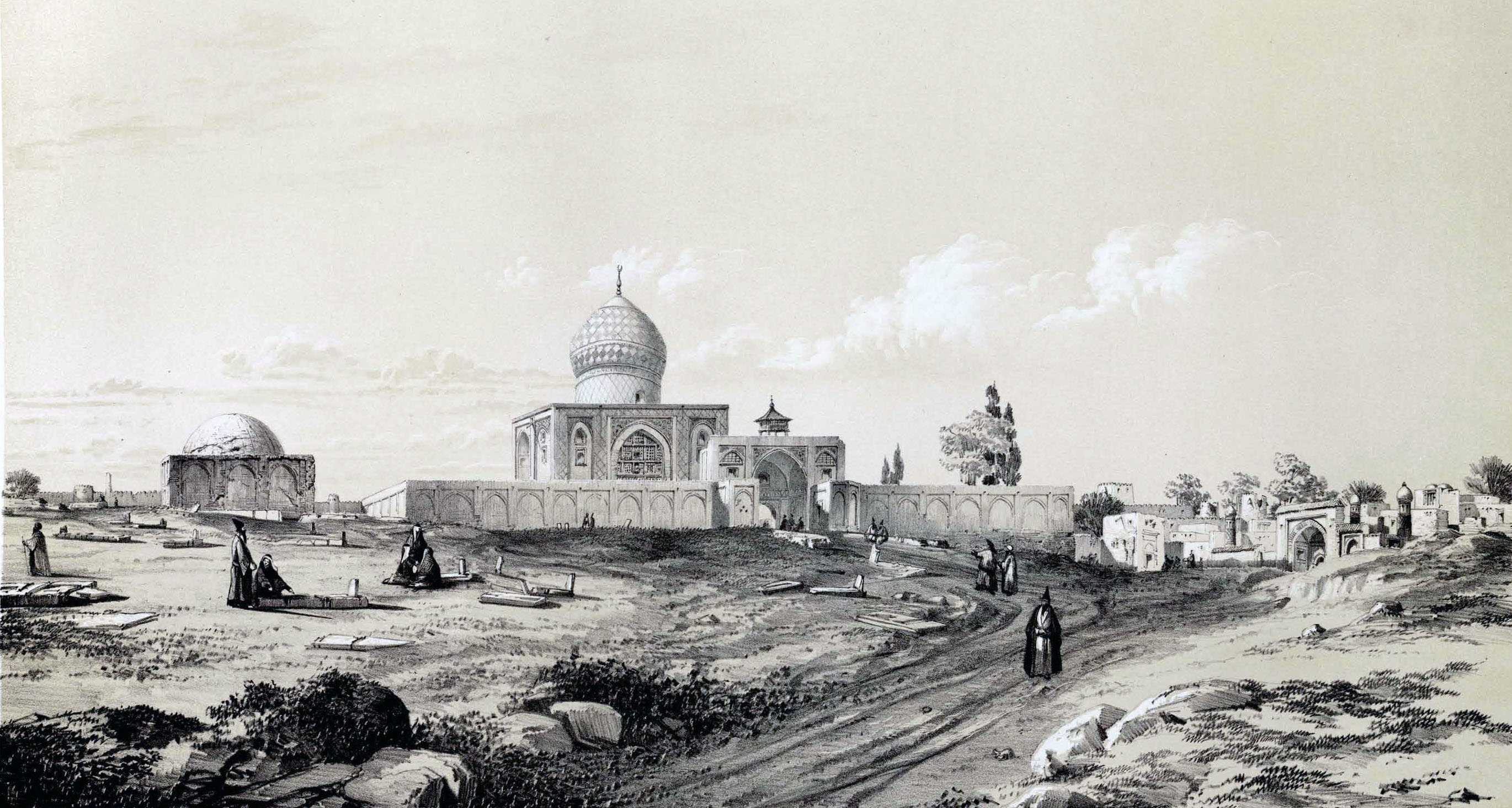
نقاشی اوژن فلاندن در سال ۱۲۲۰ خورشیدی
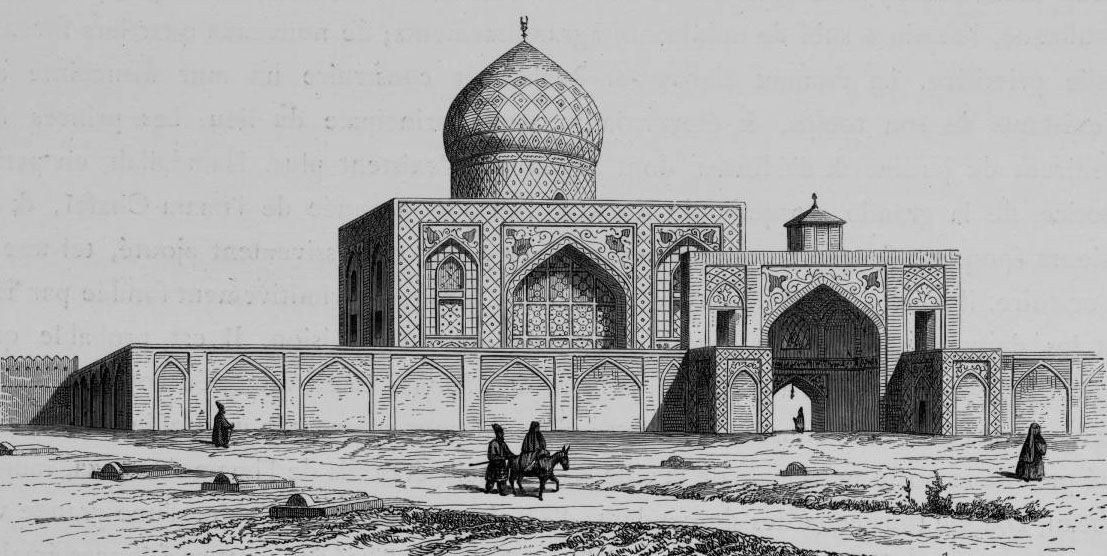
نقاشی پاسکال کوست در سال ۱۲۲۰ خورشیدی